# Unneruskollen
Der Unneruskollen ist eine vereiste Insel (laut Angabe des Norwegischen Polarinstituts eine Eiskuppel) vor der Prinzessin-Martha-Küste des ostantarktischen Königin-Maud-Lands. Sie liegt nördlich des Halvfarryggen zwischen dem Ekström- und dem Jelbart-Schelfeis. 
Teilnehmer der Norwegisch-Britisch-Schwedischen Antarktisexpedition (1949–1952) kartierten sie. Die Benennung erfolgte bei der Dritten Norwegischen Antarktisexpedition (1956–1960).